# Гінгешть
Гінгешть, Гінгешті (рум. Ghinghești) — село у повіті Галац в Румунії. Входить до складу комуни Дрегушень.
Село розташоване на відстані 218 км на північний схід від Бухареста, 68 км на північ від Галаца, 127 км на південь від Ясс.

## Населення
За даними перепису населення 2002 року у селі проживали 324 особи, усі — румуни. Усі жителі села рідною мовою назвали румунську.